# The Conduit
The Conduit é um jogo eletrônico de tiro em primeira pessoa futuristico desenvolvido pela High Voltage Software exclusivamente para o console Nintendo Wii utilizando a engine Quantum3. The Conduit foi primeiramente revelado pela IGN em 17 de abril de 2008, em 29 de outubro de 2008 a IGN revelou que o jogo seria lançado oficialmente pela Sega.
O desenvolvimento de The Conduit teve inicio em outubro de 2007. O jogo utiliza a engine Quantum3, uma engine de jogos eletrônicos desenvolvido pela High Voltage Software especificamente para o Wii. A engine permite que efeitos como bump mapping, reflexão, refração,brilho e detalhes de mapeamento sejam implementados no jogo. A High Voltage Software criou a engine para fazer com que The Conduit tivesse uma experiência visual comparada a jogos dos consoles PlayStation 3 e Xbox 360 apesar das limitações de hardware do Wii.
O enredo é focado em uma invasão alienígena em Washington, DC em um futuro próximo. A raça de alienígenas utilizam os Conduits, aparelhos que servem como portais, para lançar suas forças na cidade. Uma organização chamada Trust envia Mr. Ford, um novo agente, para a área a fim de descobrir as razões do ataque. O modo multiplayer online inclui alguns modos de jogabilidades diferentes como Deathmatch e dispõe de chat de voz compatível com Wii Speak.

## O jogo

### Controles
O esquema de controles em The Conduit foram inspirados pelos jogos Metroid Prime 3: Corruption e Medal of Honor: Heroes 2, jogos de tiro em primeira pessoa que foram bem recebidos pelo uso dos controles. Existe a opção de modificar os controles de acordo com a vontade do jogador, incluindo a habilidade de alterar a caixa delimitadora, a velocidade em que o jogador move a câmera,e a sensibilidade do cursor. Todas as opções de modificações podem ser realizadas em tempo real, sem ter que sair da tela de ajustes para testar as mudanças. Os desenvolvedores também incluíram a opção na qual o jogador pode modificar o layout do controle, onde a função realizada por qualquer botão ou movimento do Wii Remote pode ser trocado por qualquer outro botão ou movimento. Outros aspectos customizáveis incluem a modificação da velocidade de correr e o layout do HUD do jogo; os elementos do HUD podem ser movidos para locais diferentes ao redor da tela ou serem completamente removidos. O acessório Wii MotionPlus, revelado pela Nintendo durante a E3 2008, será compátivel com The Conduit. O acessório modifica a funcionalidade do Wii Remote para permitir que ações feitas pelo jogador sejam idênticas no jogo em tempo real.
The Conduit possui uma experiência típica de um jogo de tiro em primeira-pessoa, focando-se em um ambiente 3D com um personagem em perspectiva em primeira-pessoa. Um diferencial presente no jogo é um aparelho chamado "All-Seeing Eye," ou ASE, o qual é utilizada pelo jogador desde o inicio e utilizado para resolver diversos enigmas. O ASE pode detectar armadilhas escondidas e inimigos durante os níveis, e revelar opções secretas no nível que podem ajudar o jogador no progresso, como portas invisíveis, plataformas e outras interações com objetos.

### Campanha
O modo campanha de single-player em The Conduit consiste em nove missões. A história é contada em pequenas cenas entre as missões, porém, transmissões de rádio e televisão serão escondidas dentro das missões para que o jogador encontre. Essas transmissões não são necessárias para que se entenda completamente a história, mais fornece informações suplementares ao enredo. Em adicional, enquanto o jogador explora o jogo mais pistas são encontradas no ambiente, como objetos precisamente locados em alguns locais históricos, podem ser descobertos para surgirem questões sobre elementos da história. A intenção disso era de premiar os jogadores que querem explorar e entender mais sobre o enredo, e ao mesmo tempo sem tirar a experiência dos jogadores que só querem completar o jogo.
Os principais inimigos de The Conduit são a raça alienígena insectoíde chamada Drudge. Suas forças são divididas em pelo menos quatro tipos principais: Mites, Drones, Skimmers e Scarabs. Mites são a forma menor, alguns podem voar e outros explodem quando se aproximam do jogador. Drones são a forma adulta dos Drudge que servem como soldados comuns e Skimmers são a forma adulta alternativa que podem voar. Scarabs são os mais perigosos do grupo, equipados com um exoesqueleto altamente blindado e armas poderosas. Outros inimigos encontrados no modo campanha incluem militares dos Estados Unidos controlados por Drudges, esse militares foram atingidos por vírus alienígena, tornando-os escravos e criando um exército de seguidores. Há ainda uma facção dentro da organização Trust, a qual possui Drudges como aliados para seus próprios propósitos desconhecidos.
Os Drudges incorporam vários dispositivos para derrotar ou enfraquecer o jogador. Entre estes está o portal Drudge ou "Conduit", que pode ser colocado ao longo de um plano para permitir que Drudges desovem os inimigos até que sejam destruídos pelo jogador. Outros dispositivos encontrados,são tais como uma "Unidade Regeneradora" e "Pulse Box". A engine do Quantum3 dá aos Drudges uma inteligência artificial avançada que permite a adoção de estratégias diferenciadas de combate. Alguma delas incluem o reconhecimento de quando o jogador está aberto para ataque, ou de correr e se esconder quando é contra-atacado.

### Multiplayer
O modo multiplayer possui três modos competitivos online, incluindo Deathmatch, Team Deatchmatch e modo Capture the Flag (Capture a bandeira). Conversa por voz no modo multiplayer é incluído com a implementação do periférico Wii Speak. The Conduit será o primeiro jogo third-party a utilizar conversa por voz. O modo online tem capacidade para até 16 jogadores. A High Voltage Software pretendia adicionar ao jogo multiplayer LAN, porém a funcionalidade foi cancelada pela Nintendo. Ao escolher uma partida online, o jogador pode selecionar uma opção para jogar com pessoas aleatórias ao redor do mundo, ou com jogadores com que tenham trocado seus friend codes. Os mapas do multiplayer foram tirados de locais visto no modo campanha, sendo redesenhados para melhor se encaixar com as diferenças do modo.

## História
The Conduit se passa em um futuro próximo, em Washington, DC , onde a capital Norte Americana sofre diversos incidentes trágicos e incomuns. Um vírus misterioso conhecido como "the Bug" invadiu a região, fazendo com que locações de alta segurança fossem abandonados por seus empregados, já que os funcionários do governo ficaram em suas casas para evitarem pegar a doença. Meses depois do primeiro ataque,  terroristas atacam e destroem parte do Monumento de Washington, e só depois de semanas no dia 11 de setembro, um candidato a presidência é assassinado por outro grupo terrorista por culpa de detalhes escapados do Serviço Secreto. Seguido por esses eventos, uma organização secreta conhecida como Trust descobre que a capital do país está se tornando um epicentro para um ataque extraterrestre de uma raça alienígena conhecida como Drudge. Enviado para parar o ataque, o agente Mr. Ford deve combater o invasão dos Drudge e o vírus que infecta os humanos sob o controle Drudge, além de um grupo traidor de agentes Trust que apóiam a invasão.

### Personagens
O protagonista de The Conduit é Mr. Ford (dublado por Mark Sheppard) um agente do Serviço Secreto que entrou para a Trust durante o primeiro ataque dos Drudge. John Adams (dublado por William Morgan Sheppard) é o comandante enigmático da Trust que orden que Mr. Ford se infiltre na área de Washington, DC para descobrir as rasões da invasão Drudge. Um dos antagonistas principais é um homem que se chama Prometheus (dublado por Kevin Sorbo), um ex-membro da Trust que largou a organização por razões desconhecidas, e depois se alia com os Drudge. Outros personagens incluem "Five", um Drudge capturado pela Trust e disposto a se comunicar com Mr. Ford.

## Armas, artefatos e ASE

### Armas
As armas no jogo são divididas em três tipos: Humana, Trust e Drudge.
Armas Humanas
- MP5KA4
- SCAR (Fuzil de assalto)
- SMAW (lançador de foguete)

Armas Organização Trust 

Investindo em pesquisas, a organização Trust desenvolveu armamento baseado em energia, conseguindo um poder mais efetivo que as armas alienígenas.
- Mk4
- Mk7

Armas Drudge (Alienígenas)
- Strike Rifle
- Razor Canon
- Shrieker

### Artefatos
- Portal (Conduit)
- Pulse Box
- Unidade Regeneradora

### ASE
ASE, sigla para "All-Seeing Eye" é um dispositivo encontrado por Mr. Ford, o protagonista de The Conduit. O aparelho aparenta ser de origem alienígena, sendo utilizado para uma variedade de utilizações, como revelar inimigos invisíveis e áreas escondidas.

## Recepção
The Conduit recebeu uma nota de 92,3; quanto à popularidade, da GameStats, e ganhou diversos prêmios em suas apresentações de demonstrações durante a E3 2008.